# Episodi di Grani di pepe (sesta stagione)
La sesta stagione della serie televisiva Grani di pepe è stata trasmessa in Germania dal 4 aprile 2009 al 4 giugno 2009 sul canale Das Erste.
| Nº | Titolo originale  | Titolo italiano        | Prima TV Germania | Prima TV Italia |
| -- | ----------------- | ---------------------- | ----------------- | --------------- |
| 1  | Unschuldig        | Non colpevole          | 11 aprile 2009    |                 |
| 2  | Gemobbt           | Diffamazione           | 18 aprile 2009    |                 |
| 3  | Schiffe versenken | La nave dei misteri    | 25 aprile 2009    |                 |
| 4  | Schwanenmord      | Il cigno nero          | 2 maggio 2009     |                 |
| 5  | Foulspiel         | Fuorigioco             | 9 maggio 2009     |                 |
| 6  | Produktpiraten    | Profumo di truffa      | 16 maggio 2009    |                 |
| 7  | Maries Alleingang | La solitudine di Marie | 23 maggio 2009    |                 |
| 8  | Falsche Freunde   | Una vecchia nemica     | 30 maggio 2009    |                 |
| 9  | Bildertausch      | Falso d'autore         | 6 giugno 2009     |                 |
| 10 | Zarina            | Zarina                 | 13 giugno 2009    |                 |
| 11 | Tiere in Not      | Il pappagallo          | 20 giugno 2009    |                 |
| 12 | Schutzgeld        | Tangenti               | 27 giugno 2009    |                 |
| 13 | Kirchenklau       | Furto in chiesa        | 4 luglio 2009     |                 |

## Non colpevole
- Scritto da: Anja Jabs
- Diretto da: Klaus Wirbitzky

## Diffamazione
- Scritto da: Jörg Reiter
- Diretto da: Klaus Wirbitzky

## La nave dei misteri
- Scritto da: Jörg Reiter
- Diretto da: Miko Zeuschner

## Il cigno nero
- Scritto da: Anja Jabs
- Diretto da: Miko Zeuschner

## Fuorigioco
- Scritto da: Jörg Reiter
- Diretto da: Klaus Wirbitzky

## Profumo di truffa
- Scritto da: Katja Kittendorf
- Diretto da: Klaus Wirbitzky

## La solitudine di Marie
- Scritto da: Katharina Mestre
- Diretto da: Andrea Katzenberger

## Una vecchia nemica
- Scritto da: Jörg Reiter
- Diretto da: Klaus Wirbitzky

## Falso d'autore
- Scritto da: Jörg Reiter
- Diretto da: Miko Zeuschner

## Zarina
- Scritto da: Andrea Katzenberger
- Diretto da: Andrea Katzenberger

## Il pappagallo
- Scritto da: Anja Jabs
- Diretto da: Klaus Wirbitzky

## Tangenti
- Scritto da: Andrea Katzenberger
- Diretto da: Andrea Katzenberger

## Furto in chiesa
- Scritto da: Katja Kittendorf
- Diretto da: Andrea Katzenberger